# The L.A. Complex
The L.A. Complex (en Latinoamérica: Sueños de Hollywood) es una serie de televisión canadiense creada por Martin Gero que se estrenó en MuchMusic en 10 de enero de 2012. También comenzó a transmitirse en los Estados Unidos en 24 de abril de 2012 en The CW.

## Argumento
Abby Vargas se trasladó a Los Ángeles, California con la esperanza de convertirse en actriz. Un aspirante a actor de Toronto que está corto de dinero y que es desalojado de su apartamento después de sólo seis meses en Los Ángeles. Se unió a los adultos jóvenes en sus veinte años en una residencia más glamorosa todos tratando de tener éxito como actores, bailarines, productores y comediantes.

## Reparto

### Reparto principal
| Actor                   | Personajes       | Temporada(s)  | Notas                  |
| ----------------------- | ---------------- | ------------- | ---------------------- |
| Jonathan Wood           | Connor Lake      | Temporada 1–2 |                        |
| Joe Dinicol             | Nick Wagner      | Temporada 1–2 |                        |
| Andra Fuller            | Kaldrick King    | Temporada 1–2 |                        |
| Dayle McLeod            | Beth Pirelli     | Temporada 2   |                        |
| Michael Levinson        | Simon Pirelli    | Temporada 2   |                        |
| Georgina Reilly         | Sabrina Reynolds | Temporada 2   | Recurrente temporada 1 |
| Cassie Steele           | Abby Vargas      | Temporada 1–2 |                        |
| Jewel Staite            | Raquel Westbrook | Temporada 1–2 |                        |
| Chelan Simmons          | Alicia Lowe      | Temporada 1   | Invitada Temporada 2   |
| Benjamin Charles Watson | Tariq Muhammad   | Temporada 1   | Invitado Temporada 2   |

### Periódico
| Actor                | Carácter         | Temporada(s)  | Notas             |
| -------------------- | ---------------- | ------------- | ----------------- |
| Ennis Esmer          | Eddie Demir      | Temporada 1–2 |                   |
| Paul F. Tompkins     | Él mismo         | Temporada 1–2 |                   |
| Dayo Ade             | Dynasty          | Temporada 1–2 |                   |
| Ryan Belleville      | Scott Cray       | Temporada 2   |                   |
| Kristopher Turner    | Camron Logan     | Temporada 1–2 |                   |
| Jordan Johnson-Hinds | Kevin Rainer     | Temporada 1–2 |                   |
| Alan Thicke          | Donald Gallagher | Temporada 2   | Invitado especial |
| Brett Dier           | Brandon Kelly    | Temporada 2   |                   |
| Megan Hutchings      | Laura Knight     | Temporada 2   |                   |
| Krista Allen         | Jennifer Bell    | Temporada 2   |                   |
| Kate Todd            | Katee            | Temporada 1   |                   |
| Aaron Abrams         | Ricky Lloyd      | Temporada 1-2 |                   |
| Rebecca Dalton       | Dita             | Temporada 2   |                   |

## Episodios

### Temporada 1 (2012)
1. Down in LA
2. Do Something
3. Who You Know
4. The Other Side of the Door
5. Home
6. Burn It Down

### Temporada 2 (2012)
1. Vacancy
2. The Contract
3. Choose Your Battles
4. Be a Man
5. Taking the Day
6. Rules of Thirds
7. Half Way
8. Stay
9. Help Wanted
10. Make It Right
11. Now Or Never
12. Xs and Os
13. Don't Say Goodbye

## Producción
Matriz de CTV, Bell Media, ordenó seis episodios de la serie en agosto de 2011. Realización y producción de la serie comenzó en el verano de 2011, con Toronto y Los Ángeles como lugares primarios.
Varias horas antes del estreno de la serie, Bell Media anunció que esta serie había sido recogida por The CW al aire en los Estados Unidos a finales de la primavera.
El 22 de marzo de 2012, Bell Media ordenó otros 13 episodios que deben prepararse para la segunda temporada.
The CW recogió la segunda temporada de la serie para el horario de verano de la red, para comenzar a transmitirse el Martes, 17 de julio de 2012. Posteriormente, a partir del 27 de agosto, la serie se trasladó a lunes 8/7c como un plomo en las repeticiones de la nueva temporada de America's Next Top Model.
El 3 de diciembre de 2012, fue anunciado que "The L.A. Complex" no sería renovada para una tercera temporada por Much Music y Bell Media, pero se mencionó la posibilidad de que la serie podría ser acogida por otra cadena.
El 20 de diciembre de 2012, The CW anunció que no acogería la serie, haciéndola oficialmente cancelada.

## Emisiones internacionales
- En Francia, junio transmitirá el show a partir el 5 de noviembre de 2012 (en francés).
- En Estados Unidos, la serie se emite en The CW.
- En Australia, la serie se emite en MTV.
- En Reino Unido, la serie saldrá al aire en MTV.[7]
- En Turquía, tv2 transmitirá el espectáculo a partir el 12 de febrero de 2013
- En Asia la serie saldrá al aire por el 14 de abril  2013 con un primer estreno de back-to-back en MTV Asia.
- En República Checa, la serie se estrenó en MTV Czech el 17 de abril de 2013.
- En Polonia, la serie se estrenó en MTV Poland el 21 de abril de 2013.
- En Países Bajos la serie se estrenó en MTV Netherlands el 21 de abril de 2013.
- En Latinoamérica la serie fue estrenada con el título de "Sueños de Hollywood" en  MTV el 21 de abril de 2013.